# Imagination Market
『Imagination Market』（イマジネーション・マーケット）は、CooRieの4枚目のオリジナルアルバム。2009年10月21日にMellow Headから発売された。

## 概要
前作「旋律のフレア」から1年9ヶ月でのリリース。また、2008年から2009年に発表した曲が全て収録されている。全ての作詞、作曲はrino自身が手掛けている。
Imagination Market（巨大な市場）の名の通り、色々な声質のコーラスが採り入れられている。具体的にはダブル（2本のコーラス）をベースとし、これに曲に合わせた表情の変化と、色々なコーラスを入れている。

## 収録曲
（全作詞・作曲：rino）
1. Listen [1:02]
編曲：大久保薫
2. Imagination Market [3:41]
編曲：大久保薫
カイシモトヤが手掛けたジャケットの世界観に触発された感情を吐露した楽曲[1]。
rinoはカイシの「CooRieの音楽は空っぽの頭（＝お皿）を持った、イマジネーションのお腹を空かせた子供のようであって欲しい」というメッセージに想像が膨らんだという[2]。
3. パルトネール [4:43]
編曲：大久保薫
4. ALIVE [4:22]
編曲：大久保薫
19歳での上京時を綴った歌[2]。
5. 僕たちの行方 [5:41]
編曲：大久保薫
  - テレビアニメ『D.C.II S.S. 〜ダ・カーポII セカンドシーズン〜』エンディングテーマ

12thシングル
6. 雨上がりの君のもとへ [4:51]
編曲：大久保薫
  - テレビアニメ『D.C.II S.S. 〜ダ・カーポII セカンドシーズン〜』最終回エンディングテーマ

アルバム『dolce3に収録。
7. キミナシノセカイ [5:13]
編曲：rino
自身初となる初アレンジ曲。
8. Thank you for the Music [4:09]
作詞・作曲：rino、編曲：大久保薫
9. 想い出に変わるまで [4:50]
編曲：大久保薫
  - パソコンゲーム『君が望む永遠 〜Latest Edition〜』第三章エンディングテーマ

アルバム『マイポートレイト・イン・君が望む永遠に収録
10. 君にヘッドフォン [5:14]
編曲：大久保薫
11. IF：この世界で [4:31]
編曲：大久保薫
  - PlayStation 2ゲームソフト『D.C.I.F. 〜ダ・カーポ〜 イノセントフィナーレ』オープニングテーマ

14thシングル
12. 幸せになるために [4:30]
編曲：大久保薫
2009年のアコースティックライブシリーズ第三夜で初披露された[2]。